# Basil Ruysdael
 (février 2023).
Si vous disposez d'ouvrages ou d'articles de référence ou si vous connaissez des sites web de qualité traitant du thème abordé ici, merci de compléter l'article en donnant les références utiles à sa vérifiabilité et en les liant à la section « Notes et références ».
Basil Ruysdael, nom de scène de Basil Spaulding Millspaugh, (né à Jersey City le 24 juillet 1888 et mort le 10 octobre 1960 à Hollywood) est un acteur américain. Il était célèbre pour sa voix de baryton.

## Filmographie
- 1929 : Noix de coco (The Cocoanuts) : Détective Hennessey
- 1949 : La Fille du désert (Colorado Territory) : Dave Rickard ('The Old Man')
- 1949 : Les Sœurs casse-cou (Come to the Stable) d'Henry Koster : The Bishop
- 1949 : Horizons en flammes (Task Force) de Delmer Daves : l'amiral à Annapolis
- 1949 : Corps et Âme (The Doctor and the Girl) : Dr Francis I. Garard
- 1949 : Pinky : juge Walker
- 1950 : There's a Girl in My Heart
- 1950 : La Femme à l'écharpe pailletée (The File on Thelma Jordon) : judge Hancock
- 1950 : L'Impasse maudite (One Way Street) : Père Moreno
- 1950 : La Flèche brisée (Broken Arrow) : Général Oliver 'The Christian General' Howard
- 1950 : La Vallée du solitaire (High Lonesome) d'Alan Le May : Horse Davis
- 1951 : Gambling House : juge Ravinek
- 1951 : The Scarf : Cyrus Barrington
- 1951 : Raton Pass : Pierre
- 1951 : Mon passé défendu (My Forbidden Past) : Dean Cazzley
- 1951 : Madame sort à minuit (Half Angel) de Richard Sale : Dr Jackson
- 1951 : On murmure dans la ville (People Will Talk) : Dean Lyman Brockwell
- 1951 : Le Foulard (The Scarf) d'Ewald André Dupont
- 1952 : Vocation secrète (Boots Malone) de William Dieterle : le Prêcheur Cole
- 1952 : Un amour désespéré (Carrie) : Mr. Fitzgerald
- 1954 : Prince Vaillant (Prince Valiant) : Old Viking
- 1954 : The Shanghai Story : Révérend Hollingsworth
- 1954 : Davy Crockett, roi des trappeurs (Davy Crockett, King of the Wild Frontier) : Général / Président Andrew Jackson
- 1955 : Le Souffle de la violence (The Violent Men) : Tex Hinkleman
- 1955 : Graine de violence (Blackboard Jungle) : Professeur A. R. Kraal
- 1955 : Les Perles sanglantes (Pearl of the South Pacific) : Tuan Michael
- 1956 : Diane : Chamberlain
- 1956 : L'Homme de nulle part (Jubal) : Shem Hoktor
- 1956 : Passé perdu (These Wilder Years) : juge
- 1958 : La Dernière Fanfare (The Last Hurrah) de John Ford : Évêque Gardner
- 1959 : Les Cavaliers (The Horse Soldiers) : le Révérend (Jefferson Military Academy)
- 1960 : L'Histoire de Ruth (The Story of Ruth) : Shammah
- 1961 : Les 101 dalmatiens (One Hundred and One Dalmatians) : Conducteur de camion (voix)